# Åland United
Åland United ist ein finnischer Frauenfußballverein aus Mariehamn, der Hauptstadt der autonomen finnischen Region Åland. Die erste Mannschaft spielt in der Kansallinen Liiga, der höchsten Spielklasse im finnischen Frauenfußball.

## Geschichte
Im Jahre 2004 beschlossen die Vereine Lemlands IF und IF Finströms Kamraterna in Zusammenarbeit mit dem IFK Mariehamn den Frauenfußball in Åland stärker zu fördern und zu professionalisieren. Es wurde eine gemeinsame Mannschaft gebildet, die unter dem Namen Lemlands IF in der Saison 2005 den Aufstieg in die höchste finnische Spielklasse schaffte. Mit dem Aufstieg folgte die Namensänderung in Åland United. In der Saison 2009 sicherte sich die Mannschaft vorzeitig die Meisterschaft, womit sie sich für die UEFA Women’s Champions League 2010/11 qualifizierte. Nach einem Freilos für die Qualifikationsphase scheiterte Åland United dort im Sechzehntelfinale am Titelverteidiger 1. FFC Turbine Potsdam mit 0:9 und 0:6.

## Erfolge
- Finnischer Meister: 2009, 2013, 2020
- Finnischer Pokalsieger: 2020, 2021